# Església de Sant Sadurní del Castell de Montmajor
L'antiga església de Sant Sadurní del Castell de Montmajor és una església situada dins el Castell de Montmajor al municipi de Montmajor, al Berguedà que està inventariada com a patrimoni immoble com a IPAC. El seu número d'inventari és el 3419 i data del 1990.
L'estat de conservació de l'església és dolent i no està protegida.

## Ubicació
L'església de Sant Sadurní està situada al vessant septentrional del castell de Montmajor.

## Descripció
Només es conserven restes d'alguns murs de l'església de Sant Sadurní del Castell de Montmajor que estan fets amb carreus regulars disposats a trencajunt. L'església tenia una sola nau rectangular orientada a l'est i una capella lateral a la banda septentrional que es va afegir durant els segles XVII-XVIII. Es conserva una part del mur de l'oest que està enguixat i té un tros d'un banc de pedra. També es conserva una part del mur de la part de darrere que és recte i que indica que no tenia absis. El terra i matolls tapen la resta dels murs de l'església i es creu que al migdia de l'església i havia la seva porta principal tot i que posteriorment s'hi va obrir una altra porta a la banda occidental. Al voltant de l'església hi ha tombes del cementiri vell en la que encara s'hi pot detectar alguna llosa.

## Datació i estil
L'estil de l'església de Sant Sadurní del Castell de Montmajor era romànica i es pot datar per la documentació que mostra que ja existia al segle xi.

## Història
L'església de Sant Sadurní del Castell de Montmajor fou l'església d'aquest castell i del seu terme que pertanyia al comtat de Berga. El text més antic que parla del castell data del 983 i explica que el comte Oliba Cabreta va donar el castell al monestir de Santa Maria de Serrateix.
L'església de Montmajor situada al coll d'Alzina és esmentada l'any 1050 en un document que la situa com a límit d'una donació d'Adalais al monestir de Serrateix. Encara que no s'hi esmenti la seva advocació, és la primera referència concreta de l'església.
El 1312 es va confirmar el caràcter parroquial de l'església quan fou visitada pel deganat de Berga.
Durant el segle xviii l'església de Santa Maria del Querol era depenent de l'església de Sant Sadurní de Montmajor. Al segle xx, quan el nucli de Montmajor es va desplaçar del voltants del castell cap a la zona de la plana, es va abandonar l'antiga església de Sant Sadurní perquè era lluny i estava en mal estat. El 1918 es va començar a construir la nova església de Sant Sadurní de Montmajor utilitzant pedres de l'antiga i per això en l'actualitat només en resten ruïnes.
L'antiga església tenia un altar barroc que fou venut pel rector Mn. Enric Pellicer per a construir la nova rectoria. En l'actualitat es conserva la imatge de la Dolorosa que coronava aquest retaule a la nova església de Montmajor i una imatge de Sant Llop que estava en un retaule que tenia el mateix nom que estava en un costat de l'església.
Fins que es va crear el Bisbat de Solsona el 1593, l'antiga església havia pertangut al Bisbat d'Urgell.